# Myzocallis atropunctatus
Myzocallis atropunctatus är en insektsart som beskrevs av Quednau 1997. Myzocallis atropunctatus ingår i släktet Myzocallis och familjen långrörsbladlöss. Inga underarter finns listade i Catalogue of Life.